# Wonna I de Jong

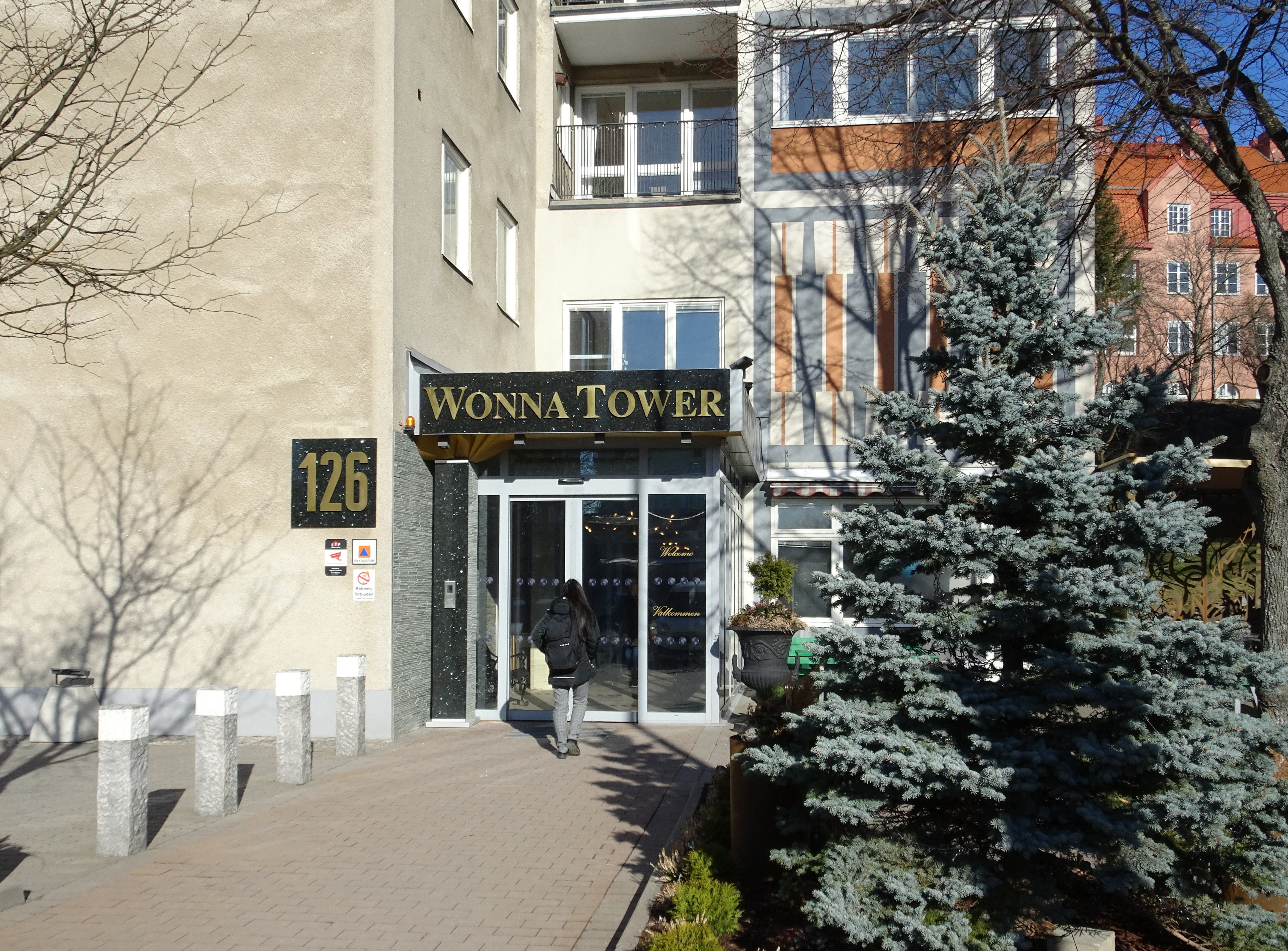
"Wonna Tower" (Glaven 8) på Kungsholmen förvärvades 2018.

Wonna Iwona de Jong Schaefer, född Koziatek (tidigare gift Voulismas och Östling) 7 juli 1960 i Przasnysz, Polen, är en polsk-svensk fastighetsägare och affärskvinna bosatt i Djursholm i Stockholms län. 2022 omskrevs hon av tidningen Hem & Hyra som en av Sveriges värsta hyresvärdar.

## Biografi
De Jong började sin affärsbana med att som sexåring sälja grönsaker på torget i sin födelsestad. Mellan tretton och sjutton års ålder ägnade hon sig åt handel av varor mellan Polen och olika stater i dåvarande Sovjetunionen, som hon fick smuggla mellan staterna under täckmanteln att hon som hängiven kommunist ville se olika delar av Sovjetunionen. I slutet av 1970-talet kom hon till Sverige, gifte sig med en svensk man och levde under väldigt fattiga förhållanden i stockholmsförorten Rinkeby. Hon uppger också att hon var spion under denna tid. Mellan 1992 och 2002 bodde de Jong i Holland där hon gjorde miljonklipp på fastigheter.
Hon är en av Sveriges största privata fastighetsägare med ett bestånd på omkring 1350 lägenheter och 1000 kommersiella lokaler, bland annat området Brantholmen i Skärholmen och fastigheter i Malmköping i Södermanlands län.
Våren 2010 köpte hon slottet Yxtaholm av Svenskt Näringsliv för 35 miljoner kronor. Slottet gav hon till sin son Alexander Östling i 30-årspresent.
Tidigt 2018 sålde Stockholms Läns Landsting fastigheten Glaven 8 på Kungsholmen till de Jongs bolag.
Hon har medverkat i flera TV-program, som Kanal 5:s Den hemliga miljonären (2011) och SVT:s Jakten på lyckan (2011) och Min sanning (2012). 

## Kritik
Wonna de Jong har beskrivits som en av Sveriges värsta hyresvärdar, bland annat 2022 av Hyresgästföreningens medlemstidning Hem & Hyra. och hon anklagas för att ha byggt sitt fastighetsimperium på svart arbetskraft, där nästan uteslutande invandrare med svag ställning utnyttjas under inhumana omständigheter. I sin granskning visade Hem & Hyra att av hennes fastighetsbestånd bestod 33 stycken av svartbyggen. Arbetsmiljöverket har försökt stoppa vissa av hennes företags byggen och renovering på grund av brister i arbetsmiljön. 
Wonna de Jong är även en av ägarna bakom den mycket kritiserade cannabiskoncernen Aureum Life Investment. Deras första klinik öppnade 2020 i Wonna Tower i Stockholm. Företaget stängdes efter en granskning av IVO som bland annat visade att de förskrev narkotikapreparat till barn och dementa. Kliniken återöppnade snabbt igen i en annan lokal och med ett något förändrat namn.